# Dermogenys burmanica
Dermogenys burmanica är en fiskart som beskrevs av Mukerji, 1935. Dermogenys burmanica ingår i släktet Dermogenys och familjen Hemiramphidae. IUCN kategoriserar arten globalt som livskraftig. Inga underarter finns listade i Catalogue of Life.